# Turmalina

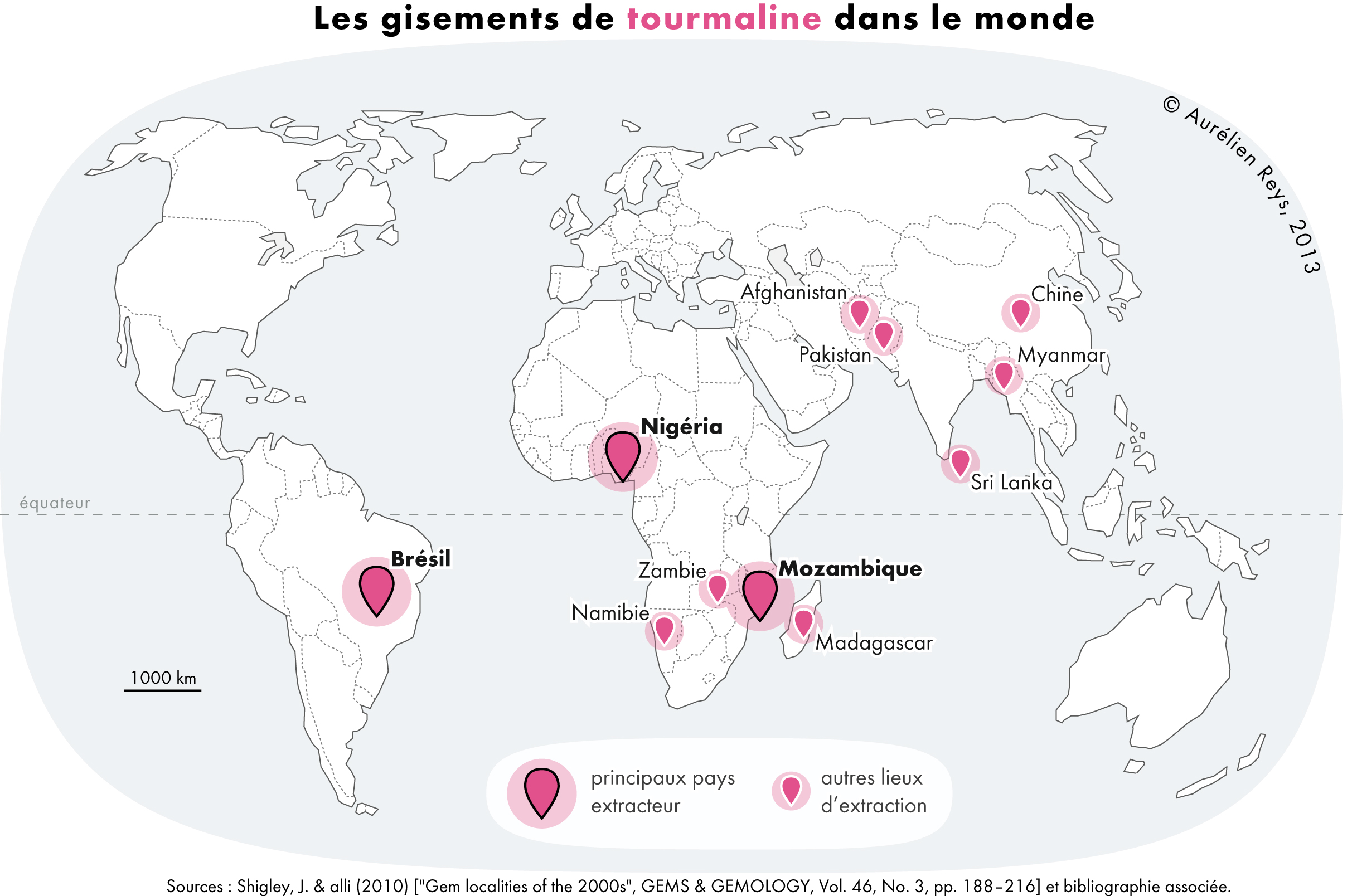
Principales países productores de turmalina

Turmalina es el nombre de un grupo de minerales de la clase IX (silicatos), según la clasificación de Strunz, grupo de los ciclosilicatos. Tiene una fórmula química muy compleja: (Na,Ca)(Al,Fe,Li)(Al,Mg,Mn)6(BO3)3(Si6O18).(OH,F)4.

## Denominación

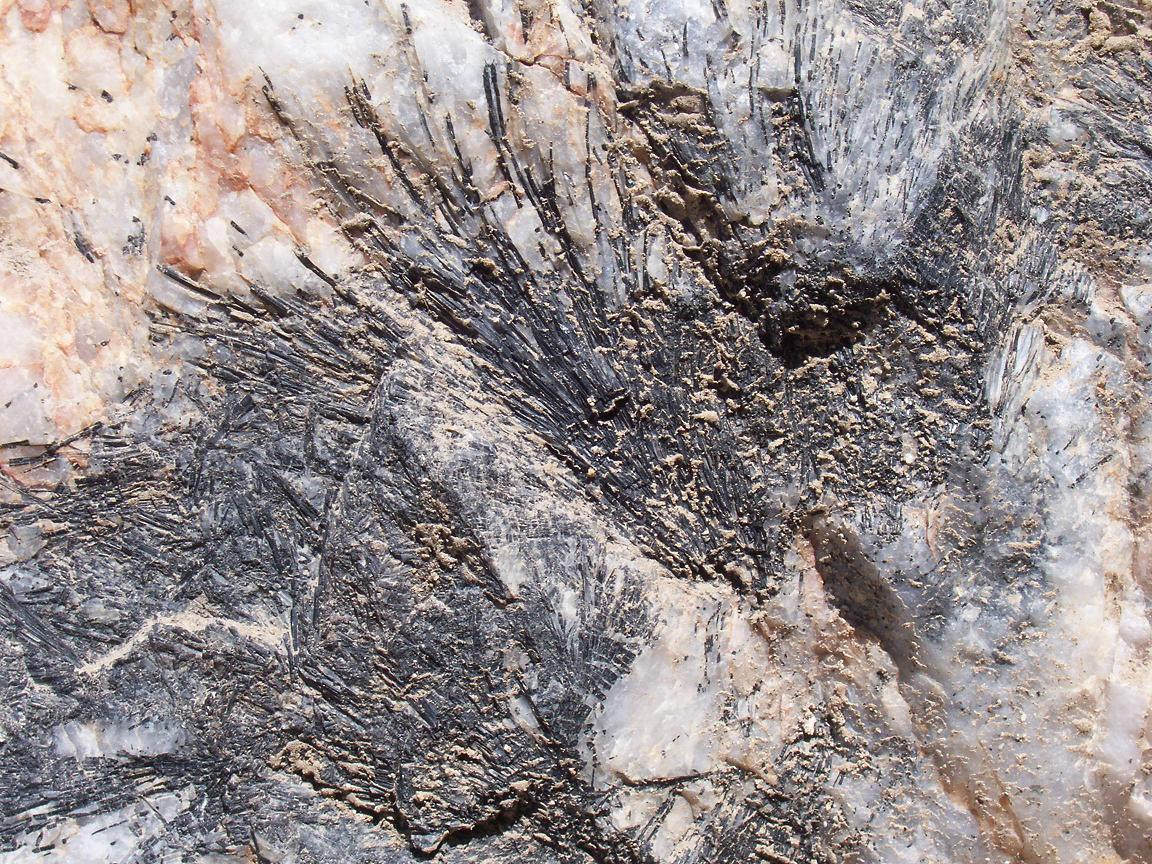
Turmalina.

El nombre turmalina procede de la palabra cingalesa «touramalli», que significa, «piedras de colores mezclados» y esta denominación fue originalmente aplicada a una serie de piedras, principalmente circones. También se cree que su nombre puede proceder de la palabra cingalesa «turamali», que significa «piedra que atrae las cenizas», que hace referencia a sus características piropiezoeléctricas.
Actualmente se reconocen cerca de 40 especies dentro de esta categoría, en muchos casos muy difíciles de distinguir entre ellas. Las más importantes son el chorlo, la elbaíta, uvita, dravita, liddicoatita, buergerita, foitita y povondraíta.

## Importancia histórica
Hace más de 2300 años esta piedra ya llamó la atención del filósofo Teofrasto a la que llamaba «lyngurion», probablemente una turmalina, y que tenía la propiedad de atraer la paja, la ceniza o pequeños pedazos de madera cuando era calentada, poniendo de manifiesto sus cualidades piroeléctricas. Por esta misma propiedad fue llamada por los holandeses del siglo XVIII «asshentrekker» o «tira-ceniza».
El hecho de que se parezca mucho a diversas piedras preciosas hizo que apareciese en diversas joyas como las de la corona rusa del siglo XVI aparentando ser rubíes. Es más, se considera que gran parte de los "considerados" rubíes procedentes de Sudamérica durante la colonización portuguesa podrían ser en realidad turmalinas.
La mayor admiradora de las turmalinas fue Tzu Hsi, emperatriz viuda que gobernó China de 1860 a 1908. La emperatriz utilizaba la piedra como entalle, en prendedores de cadenas de reloj, o en los botones de chaquetas de la Corte Imperial y de personas importantes. La emperatriz descansa ahora sobre un cojín de turmalina.

## Características

### Color
Puede presentar prácticamente todos los colores, desde incoloro (acroíta) hasta negro (chorlo, dravita), pasando por el marrón o amarillo (dravita, buergerita), rojo, azul, rosa y verde, prevaleciendo los verdes oscuros y tonalidades rosas en las variedades gemas (elbaíta, liddicoatita ). La más valiosa es la de color verde más parecido al verde esmeralda (verde cromo) y la variedad Paraíba, que posee un vivo azul eléctrico (turmalina paraíba). La más rara, la variedad azul (indigolita). La turmalina roja se llama rubelita, y la verde, verdelita, aunque esos nombres no representan especies. Hay turmalinas que presentan varios colores en el mismo cristal. Los ejemplares que presentan una simetría radial del rojo (central) al verde (borde externo) se conocen como «turmalina sandía».

### Características especiales
La turmalina tiene propiedades tanto piroeléctricas como piezoeléctricas. Esto significa que en los dos extremos se acumulan cargas opuestas tanto bajo presión como al calentarlo. Estas cargas pueden atraer objetos ligeros y han dado nombre al elemento ya que turamali en ceilonés significa piedra que atrae las cenizas. Son inatacables con los ácidos. Las variedades magnesíferas se funden con facilidad a la llama del soplete, al contrario que las variedades ferríferas, las cuales resisten la llama.

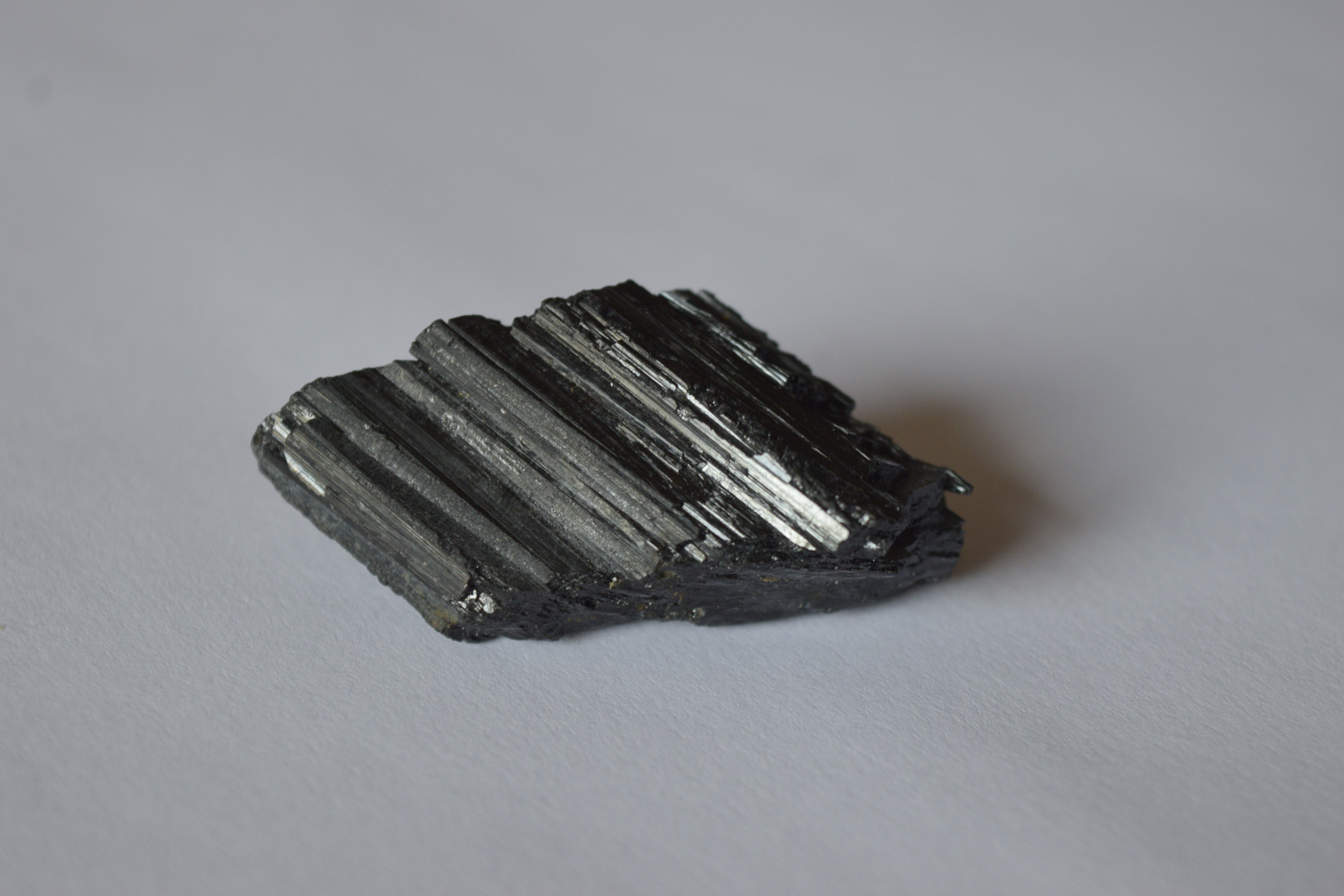
Turmalina variedad chorlo

## Especies de la familia de la turmalina

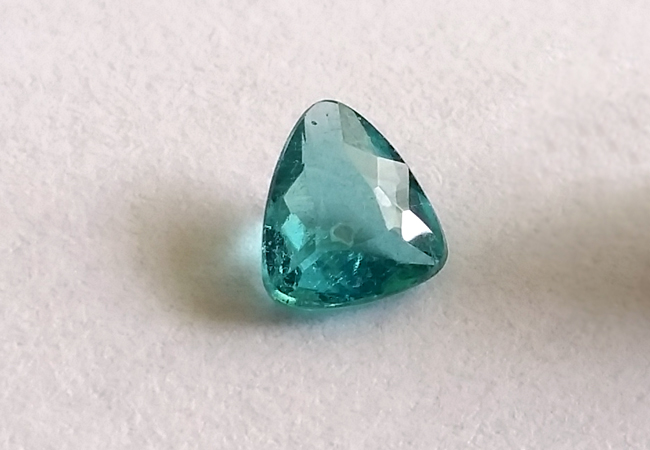
Turmalina Paraíba brasileña, la variedad más rara y cara de todas.

Dada la complejidad química de la turmalina, existen múltiples especies (considerando como tales las de composiciones extremas) que forman series entre ellas.
| Adachiita                | CaFe2+3Al6(Si5AlO18)(BO3)3(OH)3OH         |
| Bosiita                  | NaFe3+3(Al4Mg2)Si6O18(BO3)3(OH)3O         |
| Chorlo                   | NaFe2+3Al6Si6O18(BO3)3(OH)3OH             |
| Cromodravita             | NaMg3Cr6Si6O18(BO3)3(OH)pero es muy buena |
| Cromo-aluminopovondraita | NaCr3(Al4Mg2)Si6O18(BO3)3(OH)3O           |
| Darrellhenryita          | NaLiAl2Al6Si6O18(BO3)3(OH)3O              |
| Dravita                  | NaMg3Al6Si6O18(BO3)3(OH)3OH               |
| Elbaita                  | Na(Li1.5,Al1.5)Al6Si6O18(BO3)3(OH)3OH     |
| Feruvita                 | CaFe2+3(MgAl5)Si6O18(BO3)3(OH)3OH         |
| Fluorbuergerita          | NaFe3+3Al6Si6O18(BO3)3O3F                 |
| Fluordravita             | NaMg3Al6Si6O18(BO3)3(OH)3F                |
| Fluorelbaita             | Na(Li1.5,Al1.5)Al6Si6O18(BO3)3(OH)3F      |
| Fluorliddicoatita        | Ca(Li2Al)Al6Si6O18(BO3)3(OH)3F            |
| Fluorchorlo              | NaFe2+3Al6Si6O18(BO3)3(OH)3F              |
| Fluortsilaisita          | NaMn2+3Al6Si6O18(BO3)3(OH)3F              |
| Fluoruvita               | CaMg3(Al5Mg)Si6O18(BO3)3(OH)3F            |
| Foitita                  | □(Fe2+2Al)Al6Si6O18(BO3)3(OH)3OH          |
| Lucchesiita              | Ca(Fe2+)3Al6Si6O18(BO3)3(OH)3O            |
| Luinaita-(OH)            | (Na,□)(Fe2+,Mg)3Al6Si6O18(BO3)3(OH)3OH    |
| Magnesiofoitita          | □(Mg2Al)Al6Si6O18(BO3)3(OH)3OH            |
| Maruyamaita              | K(MgAl2)(Al5Mg)Si6O18(BO3)3(OH)3O         |
| Olenita                  | NaAl3Al6Si6O18(BO3)3O3OH                  |
| Oxicromodravita          | NaCr3(Mg2Cr4)Si6O18(BO3)3(OH)3O           |
| Oxidravita               | Na(Al2Mg)(Al5Mg)Si6O18(BO3)3(OH)3O        |
| Oxifoitita               | □(Fe2+Al2)Al6Si6O18(BO3)3(OH)3O           |
| Oxichorlo                | Na(Fe2+2Al)Al6Si6O18(BO3)3(OH)3O          |
| Oxivanadiodravita        | NaV3(V4Mg2)Si6O18(BO3)3(OH)3O             |
| Povondraita              | NaFe3+3(Fe3+4Mg2)Si6O18(BO3)3(OH)3O       |
| Rossmanita               | □(LiAl2)Al6Si6O18(BO3)3(OH)3OH            |
| Tsilaisita               | NaMn2+3Al6Si6O18(BO3)3(OH)3OH             |
| Uvita                    | CaMg3(Al5Mg)Si6O18(BO3)3(OH)3OH           |
| Vanadio-oxicromodravite  | NaV3(Cr4Mg2)Si6O18(BO3)3(OH)3O            |
| Vanadio-oxidravita       | NaV3(Al4Mg2)Si6O18(BO3)3(OH)3O            |

## Aplicaciones
Las aplicaciones de la turmalina se centran tanto en sus capacidades piroeléctricas y piezoeléctricas como en su apariencia.
La turmalina es usada principalmente para equipamiento de medición de presión, especialmente en instrumentación submarina y equipamiento de guerra. Esta gema fue utilizada en el sensor de presión de la primera bomba atómica.

## Yacimientos
La turmalina se encuentra en pegmatitas graníticas pero también en rocas metamórficas como gneises que han sido alteradas en su composición por aguas hidrotermales con contenido en boratos.